# Dollendorf
Dollendorf ist ein Ortsteil der Gemeinde Blankenheim im Kreis Euskirchen in Nordrhein-Westfalen. Der Ort ist namengebend für die ihn umgebende Kalkmulde (Dollendorfer Kalkmulde), die wegen ihrer Artenvielfalt bzw. ihrer Flora und Fauna zu den bedeutendsten Landschaftsräumen in Rheinland-Pfalz zählt.
Die Dollendorfer Kalkmulde gehört zur Kalkeifel, die ihren Namen den in den unterdevonischen Schiefergebirgssockel  eingesenkten  mitteldevonischen Kalken  und  Dolomiten verdankt.  Die  Kalkgebiete  treten  als  Senken  und Rücken  auch  orographisch  zutage  und  haben  insgesamt  ein  lebhafteres  Relief  als  das  umgebende  Eifelland. Das Landschaftsschutzgebiet „Dollendorfer Kalkmulde“ hat eine Größe von 2531 ha.

## Geschichte
Am 1. Juli 1969 wurde Dollendorf nach Blankenheim eingemeindet.

## Sehenswürdigkeiten

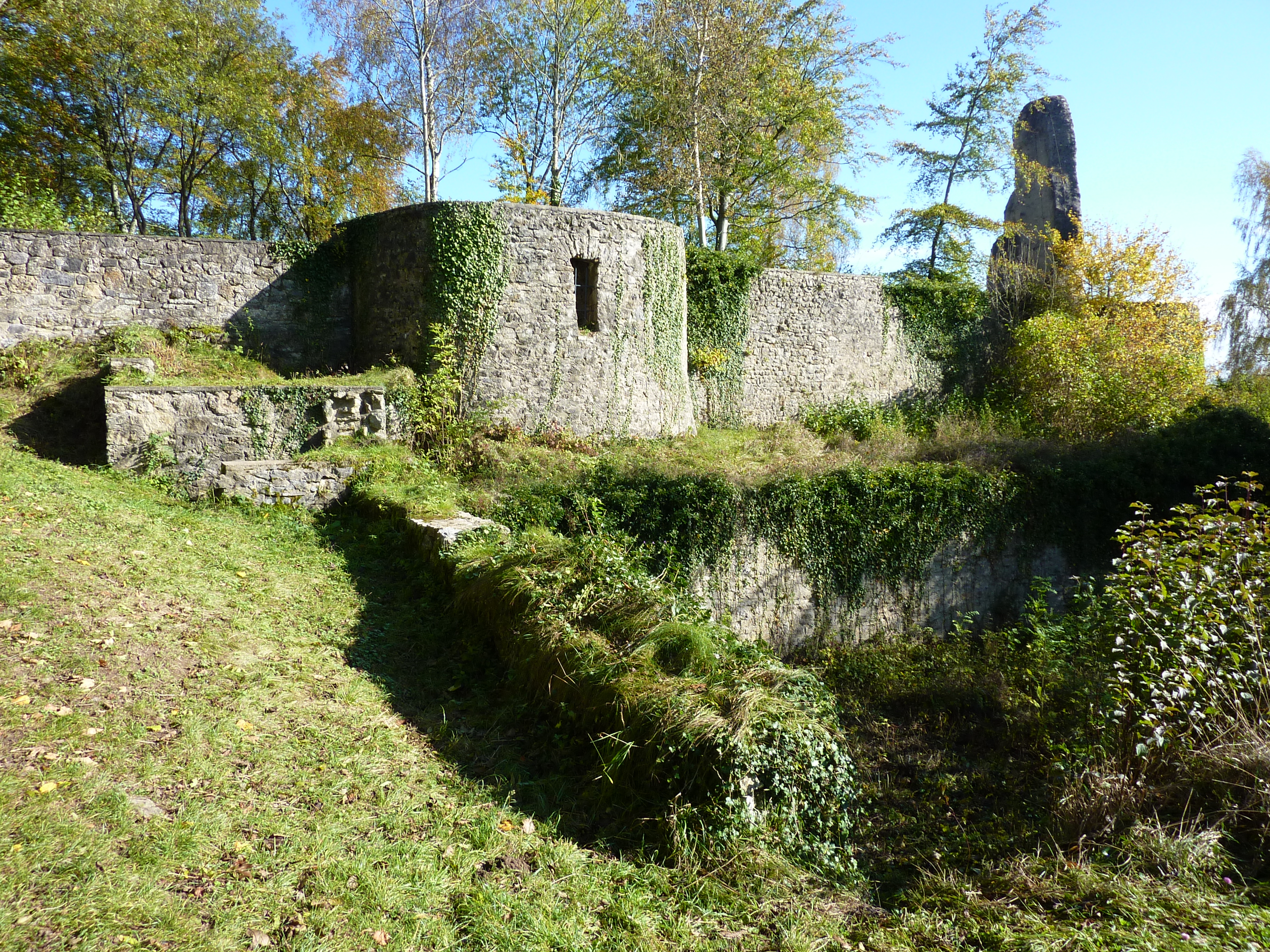
Burgruine Schloßthal

- Katholische Pfarrkirche St. Johann Baptist (Turm aus dem 14. Jahrhundert, Schiff 1732–1736 erbaut)
- Kriegerdenkmal für die Gefallenen des Ersten Weltkrieges, eingeweiht am 30. Mai 1926
- Typische Bauernhäuser aus dem 18. und 19. Jahrhundert.
- Kreuzwegkapelle St. Antonii a Padua (an dem Kreuzweg zwischen Dollendorf und Schloßthal)
- Burgruine Dollendorf-Schloßthal
- Burg Neuweiler unweit Ahrhütte, unterhalb Schloßthal (Mauerreste)
- Haus Vellen oder Vellerhof (Clemens-Josef-Haus), Hofanlage aus dem 18. Jahrhundert mit Kapelle und eigenem Begräbnisplatz.

## Verkehr
Die VRS-Buslinie 833 der RVK verbindet den Ort mit Blankenheim und Waldorf, ausschließlich als TaxiBusPlus im Bedarfsverkehr. Zusätzlich verkehren an Schultagen einzelne Fahrten der Linie 832.
| Linie | Verlauf |
| ----- | --- |
| 832   | MiKE (Blankenheim – Ahrdorf, außer im Schülerverkehr): Blankenheim (Wald) Bf – Blankenheimerdorf – Blankenheim Busbf – Blankenheim Rathaus – Reetz – Freilingen – Lommersdorf – Ahrhütte – (Dollendorf –) Uedelhoven – Ahrdorf |
| 833   | MiKE (außer im Schülerverkehr): (Finkenhof –) Blankenheim Busbf – Blankenheim Rathaus – Hüngersdorf / Nonnenbach – Ripsdorf – Dollendorf / (Alendorf – Waldorf)                                                                |